# 김나영 (1991년)
김나영(1991년 3월 18일~)은 대한민국의 배드민턴 선수이다.